# Robert Solow
Robert Merton Solow, född 23 augusti 1924 i Brooklyn i New York, död 21 december 2023 i Lexington, Massachusetts, var en amerikansk nationalekonom som belönades med Sveriges Riksbanks pris i ekonomisk vetenskap till Alfred Nobels minne 1987. Prismotiveringen var "för hans insatser inom teorin för ekonomisk tillväxt".
I nästan 40 år arbetade Solow tillsammans med Paul Samuelson kring många banbrytande teorier såsom von Neumanns tillväxtteori (1953), kapitalteorin (1956), linjär programmering (1958) och Phillipskurvan (1960).

## Solow-Swanmodellen
Huvudartikel: Solow-modellen.
Solow's modell av ekonomisk tillväxt, ofta kallad Solow-Swans neoklassiska tillväxtmodell är en modell som möjliggör uppdelning av ekonomiska tillväxtens förutsättningar i arbetskraft, kapital och tekniska framsteg. Med den här modellen kalkylerade Solow att omkring fyra femtedelar av tillväxten i USA:s produktion per arbetare kunde tillskrivas tekniska framsteg. Sedan Solows första arbeten på områden under 1950-talet har emellertid ett flertal mer sofistikerade modeller för ekonomisk tillväxt blivit presenterade, teorier som leder till olika slutsatser om orsakerna till tillväxt. 